# NGC 209
NGC 209 ist eine elliptische Galaxie vom Hubble-Typ E/S0 im Sternbild Walfisch südlich der Ekliptik. Sie ist schätzungsweise 177 Millionen Lichtjahre von der Milchstraße entfernt und hat einen Durchmesser von etwa 70.000 Lichtjahren.

Im selben Himmelsareal befinden sich u. a. die Galaxien NGC 179.
Das Objekt wurde am 9. Oktober 1886 von dem amerikanischen Astronomen Francis Preserved Leavenworth entdeckt.